# Rue Lambert-le-Bègue
La rue Lambert-le-Bègue est une rue du centre de Liège reliant la rue Lonhienne et la rue Sur-la-Fontaine à la place des Béguinages.

## Odonymie
La rue rend hommage à Lambert le Bègue,  prêtre du XIIe siècle et initiateur présumé du béguinage Saint-Christophe dans ce quartier de Liège.

## Patrimoine
Cette rue fut établie suivant un plan d’alignement communal du 9 décembre 1853 qui prévoyait : « la rue qui, partant de la rue sur la fontaine - maisons 36, 38 et 40 - se bifurque pour se diriger d’un côté vers le faubourg Saint-Gilles et de l’autre vers la rue Jonfosse sera continuée à 12 mètres de largeur jusqu’à la rencontre de la rue du béguinage Saint-Christophe, vis-à-vis de l’école communale de Tirebourse (voir Hôpital Tirebourse). Cette rue recevra, en outre, une direction telle que si, dans l’avenir, elle était prolongée vers le haut du faubourg Saint-Gilles elle vint aboutir exactement vis-à-vis du débouché de la rue Louvrex, dans ledit faubourg ».
Dans la première section de rue, il faut relever :
- Aux nos 13/15, la maison Bénard est un immeuble (ancienne imprimerie d'Auguste Bénard) de style Art nouveau réalisé en 1895 par l'architecte Paul Jaspar et dont seulement une partie de la façade a été conservée.
- Le temple de l'église protestante unie de Belgique, de style éclectique à dominante néo-romane, est daté de 1859 au pignon de la façade et a été réalisé par l'architecte Alfred Guilleaume.
- Le coin avec la rue Joseph Jaspar est occupé depuis 2010 par un immeuble design dont la façade de quatre étages en brique forme trois quarts d'un cercle reprenant la structure circulaire du cirque d'hiver voisin.

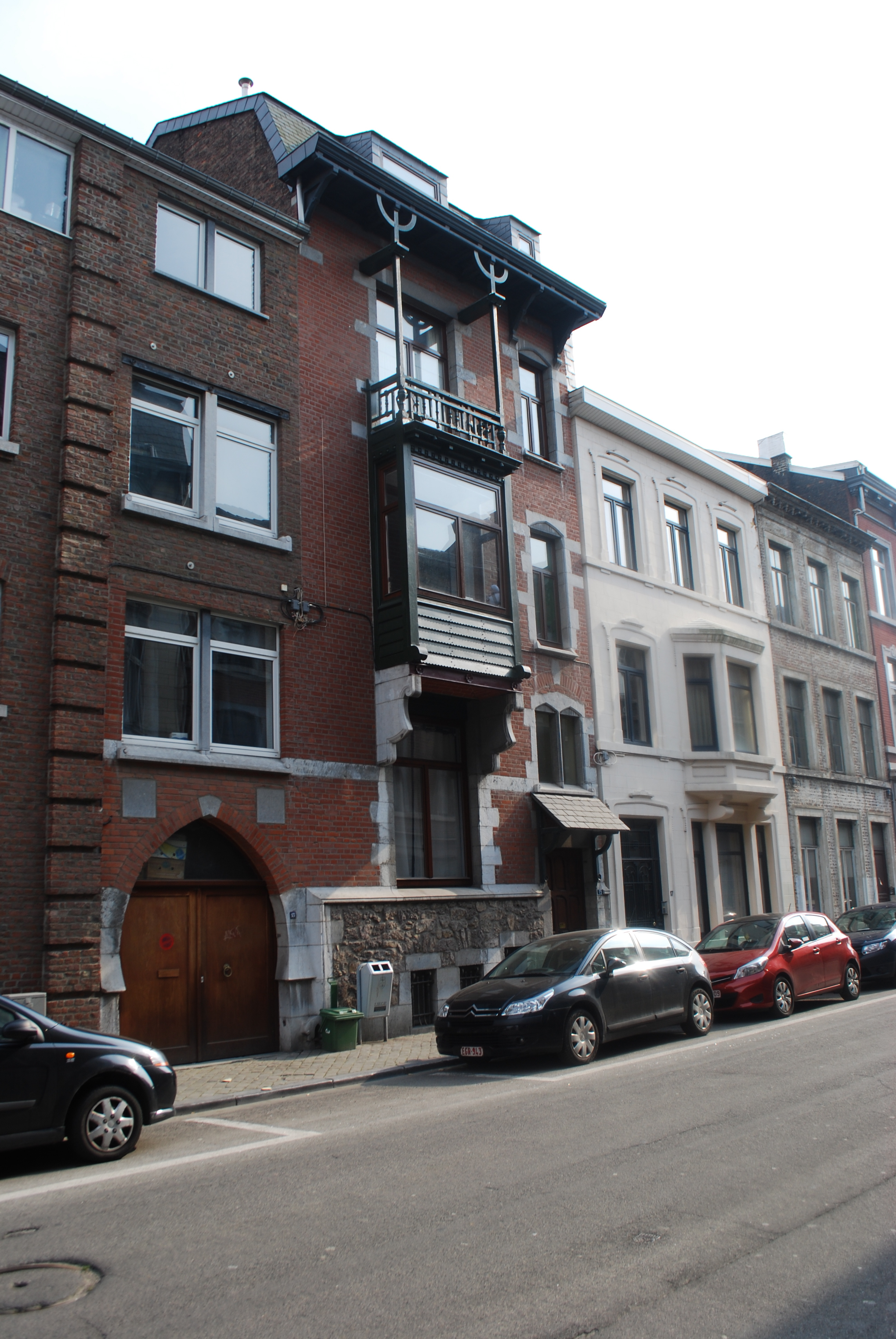
La maison Bénard

Dans la seconde section de la rue se trouvaient les bureaux des services du gaz et de l’électricité en vis-à-vis desquels se trouvaient les restes de l’ancien hôpital Tirebourse. Les bureaux démolis laissèrent place à un terrain vague occupé par un parking. 
C’est sur ce terrain vague que fut construite la piscine Jonfosse qui est accessible au public depuis le 18 janvier 2020.
C’est également dans cette seconde section que se situe l’entrée du Collège Saint-Servais.

## Activités
Le centre scolaire Saint-Benoît-Saint-Servais se trouve au bout de la rue (en cul-de-sac).

## Voies adjacentes
- Rue Sur-la-Fontaine
- Rue Lonhienne
- Rue Joseph Jaspar
- Rue Stéphany
- Place des Béguinages